# Heinkel He 219 Uhu
Heinkel He 219 »Uhu« (nemško Uharica) je bilo nočno lovsko letalo nemškega vojnega letalstva, ki je služil v zadnjem delu 2. svetovne vojne. Zahteva za napredni nočni lovec je prišla leta 1942 in He 219 je bil dokončni izdelek tega programa. Relativno visoko razvito letalo bi lahko zelo vplivalo na strateško bombniško ofenzivo Kraljevega vojnega letalstva (RAF), če bi ga izdelali dovolj. Vendar je le malo teh letal prišlo v enote, tako da He 219 ni odločilno posegel v sam tok vojne.

## Uharica naj lovi komarje
Kot vse države so tudi Nemci pred začetkom 2. svetovne vojne zanemarjali vprašanje obrambe pred nočnimi bombnimi napadi in v vojno vstopili brez za nočni lov prirejenega letala. Njihova zmota se je pokazala že v prvem vojnem letu, ko so med bitko za Britanijo začeli britanski bombniki bombardirati Berlin. Čeprav škoda zaradi teh napadov ni bila velika, so morali Nemci na hitro organizirati obrambo proti njim. Ker niso imeli nobenega ustreznega lovca, so nekaj dvomotornih bombnikov Dornier Do 17 prilagodili za nočni lov, sledili so jim Messerschmitt Bf 110, nato pa težja Do 217 in Junkers Ju 88. Vse to so bile zasilne rešitve, ker so bila ta letala ali prepočasna ali pa premajhna, da bi imela za dolga nočna izvidovanja dovolj goriva, potrebne elektronske opreme in streliva. Njihova stiska je postala še posebej huda, ko so začeli v nočne napade posegati hitri britanski Mosquiti, ki so zmogli tudi več kot 600 km/h in uhajali tudi najhitrejšim nemškim lovcem.
17. julija 1940 so ustanovili prvi oddelek nočnih lovcev, ki ji je poveljeval generalmajor Josef Kammhuber. Da bi okrepil svoj nov oddelek je Kammhuber določil tehnične zahteve, ki bi jih moralo izpolnjevati popolno letalo kot nočni lovec: 1. moralo bi imeti dva motorja z dovolj moči na večjih višinah za pregon Rafovih štirimotornih bombnikov, 2. pilota bi morala sedeti obrnjena s hrbti v dvosedežni kabini s takojšnimi usklajenimi zmožnostmi. Navigator bi moral pomagati pilotu pri napravah za iskanje tarč in 3. lovec bi moral imeti topove za pilotovim pogledom, da ga plameni ne bi zaslepili.

## Zasnova letala
Heinkel je imel na risalnih deskah projekt letala, ki je bilo dovolj veliko in hitro za tako zaželenega in zamišljenega nočnega lovca. Tako je avgusta 1940 Tehniškemu uradu (Technischen Amtes, T.A.) predložil projekt P1055. Ta projekt je bil zamisel inženirja Roberta Lusserja. Lusser se je tega leta vrnil k Heinklu, prej pa je nekaj časa delal za Messerschmitt AG. To se je zgodilo kmalu potem, ko je bivši direktor in vodja razvoja (Projektbüro) inženir Heinrich Hertz zapusti Heinklovo družbo. Projekt P1055 je v zasnovi temeljil na izvidniškem bombniku He 119 iz sredine 30. let 20. stoletja. He 119 je bil zelo nenavaden izvidnik in hitri bombnik, ki je imel en sam dvojni motor Daimler-Benz DB606 v trupu za pilotom in navigatorjem, podaljšana gred motorja pa je med njima tekla v konico zastekljenega trupa in tam poganjala vijak. Tako so dobili silno čisto aerodinamično obliko, po vzoru He 70 in hitrosti okoli 600 km/h, vendar se je novi motor silovito pregreval in razen prototipov niso izdelali nobenega več, dva pa prodali Japoncem, ki so morali priznati, da je tudi zanje tehnično pretrd oreh za serijsko gradnjo, pač pa so nekaj njegovih rešitev uporabili pri konstrukciji preskusnega izvidniškega letala Jokosuka R2Y1 »Keiun« (Yokosuka). Ernst Heinkel je upal, da bo družba z izgradnjo najbolj premišljenega in visoko tehnološko izdelanega letala dobila izdelavno pogodbo RLM - Nemškega letalskega ministrstva (Reichsluftfahrtministerium). Zato je P1055 vseboval mnogo izboljšav, med njimi: uvlačljivo nosno kolo, motorja v paru (štirje motorji, 2 vijaka), Vogt-Wissemannov raketni katapultni sedež, standardno trebušasto oborožitev, vodena podnožja topov (kot pri Me 210 in Me 410) in vzdrževan zračni tlak kabine.
P1055 naj bi poganjala dva motorja Daimler-Benz DB 610. DB 610 sta sestavljala dva motorja v paru DB 605D z eno gredjo za pogon enojnih vijakov. Pričakovali so, da bo imel P1055 pri vzletu s tema motorjema 2870 KM  in dovolj moči pri vzpenjanju in pri bojnih pogojih. Masa letala je bila 12.000 kg s površino kril 42 m². Bojni dolet naj bi bil prepričljivih 4000 km in izračunana največja hitrost 750 km/h na višini 6000 m. Posadka bi štela dva člana obrnjena s hrbti. Heinkel je predstavil projekt 1055 kot izvidniško letalo z zmožnostjo bombniških nalog in nosilnostjo 1800 kg bomb ali dvema 1000 kg bombama.
T.A. je od tega projekta pričakoval le delne rezultate v nekaterih zahtevanih posebnih različicah. Lusser je na ta pričakovanja odgovoril tako, da je razdelil projekt P1055 na dva dela. Prvi je bil izboljšani projekt P1055, ki je uporabil močnejši motor DB 613 (dvojni DB 603G) in štirisedežno kabino. Na ta način naj bi zagotovil letalu, da bi dosegel izrazite učinke kot izvidnik - dnevni bombnik (Erkunder-Tagbomber), Aufklärer in kot Tagbomber-Aufklärer. Predlagali so tri krilne površine, da bi dosegli različne izračunane hitrosti na višini 9000 m: 42,5 m² za 686 km/h, 50 m² za 686 km/h in 57,5 m² za 653 km/h. Drugi pa je bil projekt P1056 kot dvosedežni rušilec (Zerstörer) z enako obliko s krilnima površinama 42,5 m² ali 37 m². Oborožen naj bi bil z dvema krilnima topoma MG 151 in dvema v trupu. Z največjo maso 11.000 kg bi lahko nosil dve 1000 kg bombi in dosegel hitrost 745 km/h na višini 6000 m z dosegom 3000 km. Sredi leta 1941 preden je od T.A. dobil izdelavno pogodbo, je Heinkel še enkrat predlagal projekt P1055 v štirih novih in različnih oblikah. Upal je, da si bo zagotovil pogodbo s povečanjem oblikovnih zmogljivosti Lusserjeve oblike. Te oblike so bile:
| Površina \| | Pogon \| | Masa   |
| [m²]        |          | [kg]   |
| 42          | DB 613   | 12.200 |
| 37          | DB 613   | 10.600 |
| 32          | DB 610   | 9100   |
| 32          | DB 610   | 9100   |

V avgustu 1941 so se v T.A. končno odločili. P1055 ni bil primeren za masovno proizvodnjo zaradi prekrite pogonske ureditve in preveč tehničnih izboljšav. Heinkel je v trenutku besno odpustil Roberta Lusserja. Kammhuber je začel iskati letalo za svoje enote nočnih lovcev. Heinkel je hitro popravil projekt P1055 od začetka in ga na risalnih deskah spremenil v projekt P1060. Po tem projektu je bila konstrukcija podobna, vendar nekoliko manjša. Letalo je imelo srednje dvignjeni krili brez nestandardnih izboljšav s pogonom DB 603G. Pozneje so predlagali spremembo DB 603G s svojimi izvedbami po proizvodnih zmogljivosti Daimler-Benza v DB 614. Nov motor je bil DB 603 G s trohitrostnimi sesalkami za različne višine. Motorja bi bila vgrajena v posebej oblikovene školjke namesto v klasično cevasto ogrodje. Na ta način sta bila motorja povezana z ohišjema in zgradbo kril. Oborožitev P1060 naj bi bila dveh vrst: trebušasti vstavek bi služil za napadalno oborožitev z dvema topovoma MG 151 in enim 30 mm topom MK 103, za obrambne naloge pa vodena podnožja, ki bi vsebovala hrbtni in trebušasti hidravlični sistem FA13 za oskrbovanje 13 mm strojnic MG 131 in bi ju nadziral drugi član posadke, sedeč na vrtečem sedežu. Heinkel je za izdelavno pogodbo predvidel 12 prototipov in prvi polet 1. septembra 1942. Serijsko proizvodnjo je načrtoval za poletje 1943. Ko se je konstrukcija prvega prototipa začela, je T.A. januarja 1942 spet zavrnil Heinklov predlog in namenil rušilnim (Kampfzerstörer) nalogam Ju 88, Me 210 in Arado Ar 240. Dela za prvi prototip so se začela sredi novembra 1941 v Marieneheju med Rostockom in Warnemündejem. Spet je Heinkel želel ohraniti projekt s predlogom štirih oblik:
- izvidniško letalo za velike višine,
- težki dnevni lovec za velike višine,
- nočni lovec,
- nočni lovec za velike višine.

Očitno je Heinkel stavil na zmožnosti na velikih višinah vendar brez uspeha in zaman. V Marieneheju blizu Rostocka je predstavil projekt in prvi prototip P1060 je navdušil s sposobnostmi. P1060 je bil natanko to kar je Nachtreichsverteidigung iskal. Nemudoma je sprostil izdelavno pogodbo za He 219, še posebej v oblikah 3 in 4, oziroma He 219 A in He 219 B s pogonom DB 614. Ta izsiljena privolitev T.A. je pozneje zavrla obstoj obeh in He 219, saj je bil generalfeldmaršal Erhard Milch, večji del vojnih let najodgovornejši mož za nemško letalsko proizvodnjo, popolnoma proti Heinklovemu projektu. Najpomembnejša oblika, ki jo je ponudil Heinkel, je bil nočni lovec za velike višine He 219 B. Imel je podaljšani krili iz 18 na 28 mts, pogon z dvema DB 614 in nadzorovano tlačno kabino za tri člane posadke. Kammhuber je ponovno obiskal Marienehe 22. januarja 1942. Med njegovim obiskom so k standardni opremi izvedbe A predlagali nekaj sprememb in med njimi potisno sesalko na dušikov oksid GM 1 za oba motorja.
11. marca 1942 je direktor Daimler-Benza Nallinger obvestil Heinkla, da bodo morali zamenjati DB 603G z zanesljivejšim DB 603C zaradi zamud v razvoju. DB 603C je bil le DB 603A s prestavnim razmerjem 1:1,7. Novi zamenjavi bosta za prototipno vgradnjo na voljo šele v avgustu 1942. Heinkel je izkoristil mesece med marcem in avgustom, da izpopolni konstrukcijo in preskusi vodena hidravlična podnožja za obrambo. Rezultati poskusov in raziskav so pokazali, da je bolje če iz glavne konstrukcije brišejo takšno oborožitev. FA13 je imel premalo moči v hidravličnem sistemu za učinke zračnih tokov pri visokih hitrostih, vzdrževalne probleme in preveliko maso celotnega sistema. Odstranitev podnožij so nadomestili z boljšo ureditvijo napadalne oborožitve: štirje topovi poljubnega kalibra vgrajeni v hrbtno podnožje in dva 20 mm topova MG 151 v korenu kril. Strelivo so vgradili v središčni predel letala. Razvoj in roki za razvoj prototipov, gradnja in letalni preskusi so potekali po Kampfzerstörerjevi pogodbi. Letalni prototipi so bili: V1 in V1 Ers (Ersatz - nadomestek), V2, V3, V3 Ers, V4, V5, V5 Ers, V6, V7, V7 Ers in V8. 25. junija 1945 so program skrčili na samo 4 prototipe od V1 do V4 in 20 predserijskih He 219 A-0, ki bile so v glavnem označene s poskusnimi (Versuchs) števkami.
Heinkel He 219 je bil tako v začetku le zasebni projekt kot izvidniški bombnik P1060. Do leta 1941 ni vzbudil nobene pozornosti. Tedaj pa so ga sprejeli kot nočnega lovca. He 219 je imel dva člana posadke, pilota in navigatorja. Oba sta sedela drug proti drugemu obrnjena s hrbti na prvih katapultnih sedežih za primer nesreče v zgodovini letalstva. Bil je tudi prvo nemško vojaško letalo v bojih s pristajalnimi kolesi v kljunu. Bil je tehnično zelo izpopolnjen s tremi pristajalnimi kolesi, imel je kabino z nadzorovanim tlakom in žično sprožitev oborožitve. Prvi prototip je poletel 15. novembra 1941 z dvema motorjema Daimler-Benz DB 603A, vsak po 1750 KM, drugi prototip pa decembra. Preskusi so potekali brez zapletov, piloti so bili nad njim navdušeni in so krepko navijali, da bi »moskitojäger« z največjo hitrostjo 376 km/h prišel čim prej v nočne lovske polke. Po simuliranem zračnem boju med He 219 in Dornierjem Do 317, Junkersom Ju 88 S in Ju 188, so povišali prvo naročilo 100. letal na 300 in izdelali še več prototipov. Do aprila 1943 je letelo majhno število predserijskih nočnih lovcev He 219 A-0 v 1. skupini eskadrilj nočnih lovcev (NJG 1) v Venlu na Nizozemskem. V prvih šestih sovražnikovih zračnih napadih so sestrelili 20 sovražnih letal, med njimi kar 6 angleških Mosquitov. V boje je vstopilo več različnih inačic, čeprav so zgradili samo 268 (294) letal He 219. Izdelali so tudi izvidniške in bombniške inačice, vendar jih niso uresničili niti kot prototipe. S temi prvimi posegi v boje so dosegli izredne uspehe, tako da je bila srečna prihodnost letala očitno zagotovljena in je lovec, ki je dobil neuradno ime uharica (Uhu), z vrsto močnejših različic dokazoval tudi velike razvojne možnosti. Tako so ga vključili v enote junija 1943. Major Werner Streib je s svojim He 219 V9 v noči med 11. in 12. junijem 1943 sestrelil 5 Lancastrov v enem bojnem poletu.

## Osnovni prototipi

### V1
Masovna proizvodnja je bila deljena v Marieneheju in v obratu v Mielecu na Poljskem. Ko so bile v marcu končane glavne delavniške risbe, je Rafov napad precej uničil risbe in risalne urade. Tudi drugi napad v aprilu je uničil nadomestne risbe. Morali so narediti nove iz nedokončanih prototipov, ki na srečo niso bili poškodovani. Končno so konstrukcijsko pisarno preselili v Schwechat blizu Dunaja, da bi bile varne pred nadaljnjimi sovražnikovimi napadi. Medtem je RAF za nočne napade začel uporabljati svoje najboljše bombnike Avro Lancaster. To je zahtevalo nadzorovan razvoj He 219 in tako se je razvoj 17. avgusta 1942 preselil nazaj v Marienehe. V svojih Nachtjagdgruppen so potrebovali operativne He 219 pred 1. aprilom 1943, vendar je bilo letalo še vedno v gradnji in Heinkel še ni dobil nobenih proizvodnjih naročil od T.A. Tudi če bi jih imel, ne bi bile mogoče preračunane dobave pred avgustom 1943. Milch je trdil, da bodo naloge za katere je bil predviden He 219 prevzeli drugi oblikovni tipi letal kot sta bila Ju 88 in Bf 110.
Milchev namen je bil odločno omejiti število mnogih posebnih letalskih konstrukcij za katere je nemška letalska industrija porabila preveč energije, ljudi in surovin. Letalski stotnik (Flugkapitän) Peter Gotthold je izvedel prvi letalni preskus na letališču Marienehe 6. novembra 1942 ob 13:08. Polet je trajal 10 minut in je bil uspešen, čeprav je bilo letalo še nestabilno v vzdolžni smeri.
Predstavitev letala je izvedel generalmajor (Generalmajor) Josef Kammhuber 19. novembra 1942. Do tedaj je model V1 letel 46-krat in bil v zraku 30 ur in 40 minut. Proizvodnja tega letala, kot tudi V3 in V4 se je začela v Marieneheju in se zaključila v Schwechatu s posledičnim zamikom. Medtem so V1 preskušali piloti v Rechlinu. Med njimi je bil tudi veteran major Werner Streib iz enote I/NJG 1. Da bi rešili nestabilnost letala so dvakrat povečali navpične repne površine, vendar brez kakšnih posebnih uspehov. Edina temeljita rešitev bi bila povečanje zadnjega dela trupa za 940 mm. Ta izpopolnitev bi prekinila preskusne lete in samo gradnjo. Heinkel je ponudil delovnemu vodji Richmannu dodatnih 3000 mark (Reichs Mark, RM), če bi lahko dokončali delo v dveh tednih. Za vsak dan pred tem rokom bi Richmann dobil še dodatnih 1000 RM. S spremembami so začeli 10. februarja in jih uspešno končali 19. februarja z odličnimi rezultati. Richmann je v celoti zaslužil kar 10.000 RM. To rešitev so standardizirali od izvedbe V7 naprej.
Začetne preskuse oborožitve V1 so izvedli v Peenemündeju. Preskušali so tudi dvojna topova MG 151 v korenu kril in 13 mm mitraljez MG 131 v gibljivi vgradnji v zadnjem delu kabine kot pri Junkersih in Dornierjih kot nadomestek prvotnega vodenega podnožja v paru FDL 131Z podobno kot pri letalih Me 410, katera še ni bila nared za masovno proizvodnjo. Ta ureditev oborožitve V1 je dala skupno maso s celotno oborožitvijo 11.750 kg, največja hitrost je dosegla 615 km/h, največja dvižna hitrost pa 8,2 m/s. Največji doseg je padel na 2300 km pri krožilni hitrosti 484 km/h. Zadnji preskusi V1 so zadevali hrbtno podnožje topa oboroženo s 30 mm topovi MK 108. Trup topovskega podnožja je bil brez vsakršnih izmetalnih žlebov in se v njem razširjajoči plini pri streljanju niso imeli kam gibati. Tlak teh plinov je poškodoval in celo izmetal podnožje po nekaj strelih.
Znamenit preskus V1 je opravil tudi 23. marca 1943 major Hajo Herrmann, ki je bil pozneje znan po svoji »Divji svinji« (»Wilde Sau«) in je bil nad letalom navdušen.

### V2 - Wrk.Nr. 219002
Drugi prototip V2 (VG#LV) je prišel 10. januarja 1943. Trupe letal od izvedbe V2 naprej so izdelovali v Mielecu na Poljskem in jih prevažali na vgradnjo v Schwechat s transportnim letalom Me 323 Gigant. Med preskušanjem za pristajalne manevre se je V2 uničil v nesreči. O vzrokih te nesreče ni na voljo nobenih virov.

### V3 - Wrk.Nr. 219003
Prototip V3 (VG#LW) so preskušali v marcu 1943. Namen V3 je bil preskušanje Messerschmittovega pogona nepregibnega pristajalnega kolesa v enem kosu. Na V3 so preskušali tudi krilca. Ohišji motorjev so v zadnjem delu za pristajalnimi kolesi podaljšali zaradi večje količine goriva 390 l na vsak motor. V3 je bil spodaj pobarvan z nesvetlečo črno RLM 22 z oznakami RLM 77 in kljukastim križem v sredini bočnih krmil.

### V4 - Wrk.Nr. 190004
V4 (VG#LX) prvič preskušan marca 1943 kot V3 je bil prvi prototip opremljen z radarjem FuG 202 Lichtenstein B/C z nosno razporejenimi štirimi bipolarnimi antenami. Kasneje so opremili tudi V1 z enako opremo. V4 je imel tudi nov trup brez ležišč. To je bilo zaradi tega ker so odstranili hrbtne cevi iz nadaljnjega razvojnega programa. V Rechlinu so preskušali pogon V4, pozneje pa se je poškodoval pri nesreči in so ga črtali iz programa.

### V5
V5 so preskušali maja 1943 na preskuševalnem poligonu (Erprobungsstelle) v Tarnewitzu. Preskušali so oborožitev, ki je vsebovala šest prednjih 15 mm topov MG 151. Do konca maja so zamenjali MG 151 s štirimi dolgimi hrbtnimi cevmi s 30 mm topovi MK 103. Strelno razmerje MK 103 je bilo višje kot pri podobnem MK 108 in tudi strelna moč je bila precej večja. Ta oborožitev V5 je imela sama maso 832 kg. Predserijski prototipi He 219 A-0/R1 so bili opremljeni z MK 108, He 219 A-0/R2 pa z MK 103. MK 108 so namesto MK 103, četudi je bila njegova strelna moč precej slabša, v nekatera letala namestili le zaradi do 40 % manjše teže in njegove enostavne masovne izdelave. V5 je bil tudi opremljen s štirikrakimi vijaki in radarjem FuG 202 BC. Spodaj je bil pobarvan z RLM 22, pristajalna kolesa z RLM 02 in na nosu je imel z oznako RLM 77 majhno napisano »V5«.

### V6
V6 so preskušali skupaj z V5 na letališču v Tarnewitzu in to prav tako njegovo oborožitev.

### V7, V8
Ta dva prototipa so dostavili štabu (Stabschwarm) bojne enote NJG 1 v Venlo junija 1943, ki ju je taktično preskušala. Obe letali sta skupaj sestrelili 20 letal RAF, v glavnem bombnike. Med njimi je bilo 6 Mosquitov.

### V9
V9 je v noči 11. junija 1943 pilotiral major Werner Streib, ko je sestrelil kar 5 težkih bombnikov Avro Lancaster v enem samem bojnem poletu. Med pristajanjem z veliko hitrostjo je razbil letalo. Na srečo se je trup prelomil na dveh mestih spredaj in za krilnim spojem, cel nos pa je odletel posebej in tako rešil smrti obeh izkušenih pilotov. Letalo opremljeno z radarjem FuG 202 Lichtenstein B/C z oznako G9#FB je bilo v celoti pobarvano v RLM 76 z zelo majhnimi pikami v RLM 75 na zgornji površini, z Balkenovima križema poznega obdobja vojne v RLM 74 ali RLM 77 in obrisom kljukastih križev na spodnji strani navpičnih repov.

## Prototipi V11, V12, V13 in drugi ...
Ti trije prototipi so bili namenjeni preskušanju močnega motorja DB 603E. Motor je imel večjo sesalko in potisnik na dušikov oksid v primeru nevarnosti.

### V11 - Wrk.Nr. 310189
V11 je bil oblikovani He 219 A-0/R6 z oborožitvijo serije A-1: dva MG 151 v korenu kril in dva MK 108 v hrbtnem podnožju. Pozneje se je letalo razbilo v nesreči pri pristajanju, vendar so ga popravili, posodobili in preskušali skupaj z V16 v programu He 219 A-5.

### V12
Motorja DB 603E so zaradi proizvodnih zmožnosti vgradili le v V12.

### V13
To letalo je imelo standardna motorja DB 603A.

### V16
V16 so izvirno uporabili za splošno opremo in preskušanje oborožitve. Pozneje so ga spremenili za preskusni program He 219 A-5 skupaj z V20 in V22. 13 mm strojnico MG 131 v zadku so odstranili.

### V19
V19 je bilo prvo letalo opremljeno z dvema MK 108 vsak po 100 rpg kot 65° »schräge Musik«. To oborožitev so preskušali avgusta 1943.

### V20, V22
Ti letali sta bili izvirna prototipa za He 219 A-5. Nameščena oprema je bila po standardni R2.

### V25, V26, V27
To so bili prototipi za nočni lovec pri velikih višinah izvedbe A-7 s pogonom DB 603G.

### V28
To je bil prototip za program He 219 A-5, opremljen z motorjema DB 603A namesto DB 603E in opremo R3.

### V30
To je bil prototip za program He 219 A-5 z opremo R4.

## He 219 A-2
Ko sta bila dostopna DB 603E in G, so preslabotno izvedbo A-1 (DB 603A) zamenjali s programom A-2. V juliju 1943 so dokončali primer prototipa za He 219 A-2 izvedbo He 219 A-0/R3. A-2 naj bi zadovoljil naslednje potrebe:
- podaljšana ohišja motorjev (kot v V3),
- motorja DB 603A,
- 2700 l goriva v trupu,
- A-2/R1: eno obešalo za 900 l odvrgljiv rezervoar pod hrbtnim topovskim podnožjem, dva MG 151 v korenu kril, dva MG 151/MK 108 v hrbtnem podnožju ter »schräge Musik« po izbiri.

Zaradi proizvodnih problemov A-2/R1 ni prišel v enote Luftwaffe do oktobra 1943. Prvih 10 do 15 letal A-2 so dostavili opremljenih z radarjem Lichtenstein C1. Poznejše pošiljke so imele radar SN-2 s tipično postavitvijo Hirschgeweihovih anten. Nekatera zgodnjejša letala so ohranila namestitev C1 in so lahko opravljala presrezne naloge dolgega in kratkega dosega, čeprav so bile njihove hitrosti manjše. Do konca leta 1943 so v bojne enote poslali 26 A-2/R1 predvsem v NJG 1. Novembra 1943 so se vojne razmere zaostrile in NJG 1 so iz Venla premestili za obrambo Berlina.

## He 219 A-5
Do konca leta 1943 so razpustili Nachtjagdfliegerkorps XII in Heinkel je v Kammhuberju, ki so ga premestili v podrejeno Luftwaffe Kreise, izgubil močno podporo za lovec Uhu. Ju 88 G niso mogli več vzdrževati, zato je bil Milch prisiljen premakniti končanje izdelave He 219. Zaradi tega se je Heinkel v decembru sestal z Generalluftzeugmeistrom, kjer so Heinklu na izbiro postavili tri zahteve: 1. da doseže proizvodnjo 100 letal na mesec, 2. da izdela 50 letal na mesec v Schwechatu in spremeni proizvodnjo v Merieneheju za Ju 88 G ali 3. da zavre tekočo proizvodnjo Uhu in spremeni obrat v Marieneheju za Ju 88 G in obrat v Schwechatu za Do 335 Pfeil, čeprav za to letalo še noben prototip ni poletel. Da je dobil naklonjenost T.A., je podredil razvojne predloge za A-3 (JaBo izvedba z DB 603 G) in A-4 (Reco. z motorjem JuMo 222) za izvedbe Uhu. Ta dva tipa je predložil, da je ohranil celotni program s stroški za izvirno nalogo nočnega lovca Uhu. To je seveda razbesnilo Kammhuberja in njegovi protesti pri RLM niso imeli posledic.
Heinklov predlog so zavrnili. Trenutna rešitev za He 219 A-2/R1 naj bi bil program He 219 A-5, s predserijskim prototipom V16. A-5 naj bi imel:
- dva topa MG 151 v korenu kril, dva MK 108 v hrbtnem podnožju, dva MK 108 »schräge Musik«,
- motorja DB 603E, (prvi so imeli preostale DB 603A) s 1800 KM (gorivo C3) ali 2150 KM (gorivo  B4),
- vzletni potisnik MW 50 za dosego 2400 KM. Tega niso izvedli na nobenem A-5.

| Oprema za A-5 | |
| R1            | dva MK 108 v hrbtnem podnožju                                                                       |
| R2            | dva MG 151 v hrbtnem podnožju                                                                       |
| R3            | dva MK 103 v hrbtnem podnožju                                                                       |
| R4            | trisedežna kabina z MG 131 v zadku, sprednji odsek trupa 800 mm z izgubo hitrosti največ do 35 km/h |
| U2            | DB 603G motorja namesto E                                                                           |

Tako so zelo spreminjali oborožitev, električno napeljavo in elektronsko opremo, vendar sta bili najpomembnejši spremembi, ko so dodali še tretjega člana posadke za 13 mm strojnico v zadku MG 131 za boj proti Mosquitom, sicer bolj za ustrahovanje kot pa za sestreljevanje, in pa načrtovana različica B za lov na Mosquite pri zelo velikih hitrostih. He 219 A je imel največjo operativno višino samo okoli 9 km. Ta različica je bila pozneje osnova za načrtovan prestreznik pri zelo velikih višinah in hitrostih He 419 z večjim razponom kril. Glavni problemi so bili pomanjkanje goriva, slabi nemški radarji in nosilnost v zvišanem področju kril, kar je povzročalo slabo največjo višino, visoke pristajalne hitrosti in potrebo po dolgih stezah. Zanimiv je tudi razvoj letala Huetter Hu 211, ki je bil izvidniško letalo s skrajno dolgim dosegom z izračunanimi lastnostmi: hitrost 710 km/h na višini 7900 m, doseg okoli 6100 km, 9,5 - 17,5 t, razpon 24,55 m. Imel je 15:1 laminarni krili, leseno konstrukcijo in dva nikoli zgrajena kvadrupolna radialna motorja JuMo 222.
| Heinkel He 219 A-5             | |
| Lastnosti                      | |
| Dolžina:                       | 16,34 m |
| Razpon kril:                   | 18,50 m |
| Višina:                        | 4,15 m |
| Površina kril:                 | m² |
| Masa:                          | 11.127 kg |
| Masa s tovorom:                | 13.575 kg |
| Uporabni tovor:                | kg |
| Največja možna masa ob vzletu: | kg |
| Pogon:                         | 2 × Daimler-Benz DB 603 E12-valjnik iV vsak po 1800 KM (gorivo C3) ali po 2150 KM (gorivo B4)                                              |
| Oborožitev:                    | 2 × 20 mm MG 151/20 v trupu, (R2), 2 × MG151/20 v korenu kril, 2 × 30 mm MK 108 »schräge Musik«, 60°, (R1), 1 × 13 mm MG 131 v zadku, (R4) |
| Cena:                          | $ |
| Serijska številka:             | |
| Izpisana kot (S/N):            | |
| Zmogljivosti                   | |
| Največja hitrost:              | 616 km/h z radarsko anteno |
| Krožilna hitrost:              | km/h |
| Hitrost srmoglavljenja:        | kn/h |
| Bojni dolet:                   | km |
| Normalni doseg:                | km |
| Največja višina:               | 9300 m |
| Hitrost vzpenjanja:            | m/s |
| Obremenitev kril:              | kg/m² |
| Moč/masa:                      | W/kg |

## He 219 A-6 za boj protiMosquitom
Za boj proti Mosquitom so izdelali posebno različico Uhujev, He 219 A-6. Glavne značilnosti te izvedbe so bile: 
- odstranitev oklepa,
- oborožitev L108 Z: 2 × MK 108 »schräge Musik« (pri 45° do 85°) + Revi 16G.
- motorja DB 603L: DB 603E z dvostopenjskim polnilnikom, GM1 in vbrizgom goriva MW50, 1400 KM.
- masa s tovorom 11.950 kg,
- največja hitrost 650 km/h.

A-6 so tudi odstranili nekaj oborožitve in radijskih sistemov, tako da je lahko letalo doseglo hitrost 650 km/h.

## He 219 A-7
Ko je Albert Speer pomladi 1944 zamenjal Micha, so zavezniški napadi skoraj zaustavili proizvodnjo Uhujev. Novi minister za oborožitev je vključil Heinklove zmogljivosti na prednostni seznam, čeprav mogoče prepozno za dosego zaželenega števila letal. Do tedaj je Daimler-Benz pravočasno dobavljal DB 603G in s tem omogočil zamisel o novi proizvodni seriji A-7.
A-7 je bil dvosedežnik s stalnim tlakom kabine in močneje oborožen težki nočni lovec. V kabino so vdelali ojačano zaslonsko steklo in težke plošče. S tem so povečali maso za okoli 200 kg. Katapultna sedeža so vgradili kot po navadi. V avioniki so poleg radarja de FuG 220 in FuG 101 vgradili običajni višinomer, FuBl 2F, sprejemnik za slepo pristajanje, ki je bil predhodnik sodobnih pristajalnih vodenih sistemov.
| Oprema za A-7 |                                                                                     |
| R1            | dva MK 108 v korenu kril, dva MK 103 in dva MG 151 v hrbtnem podnožju               |
| R2            | dva MK 108 v korenu kril, dva MK 108 in dva MG 151 v hrbtnem podnožju               |
| R3            | dva MG 151 v korenu kril, dva MK 103 in dva MG 151 v hrbtnem podnožju               |
| R4            | dva MG 151 v korenu kril, dva MG 151 v hrbtnem podnožju. To je bila glavna izvedba. |
| R6            | Preskusna izvedba z motorjema JuMo 222                                              |

Bil je oborožen z dvema 30 mm topovoma Rheinmetall MK 108 v korenu kril, dvema 30 mm topovoma Rheinmetall MK 103 in dvema 20 mm topovoma Mauser MK 151/20 v hrbtnem podnožju, ter dvema MK 108 v izvedbi »schrage Musik«. Kasnejše izpeljanke A-7 (A-7/R5 in R6) so imele motorja JuMo 222A/B z 2500 KM, ki sta omogočala hitrost 700 km/h.
| Heinkel He 219 A-7             | |
| Lastnosti                      | |
| Dolžina:                       | 15,5 m |
| Razpon kril:                   | 18,50 m |
| Višina:                        | 4,4 m |
| Površina kril:                 | 44,4 m² |
| Masa:                          | kg |
| Masa s tovorom:                | kg |
| Uporabni tovor                 | kg |
| Največja možna masa ob vzletu: | 13.580 kg                                                                                                  |
| Pogon:                         | 2 × Daimler-Benz DB 603 E12-valjnik iV vsak po 1750 KM                                                     |
| Oborožitev:                    | 4 × 20 mm MG 151/20 pod trupom, 2 × MK 108 30 mm top v korenu kril, 2 × 30 mm MK 108 »schräge Musik«, 65°, |
| Cena:                          | $ |
| Serijska številka:             | |
| Izpisana kot (S/N):            | |
| Zmogljivosti                   | |
| Največja hitrost:              | 615 km/h z radarsko anteno                                                                                 |
| Krožilna hitrost:              | km/h |
| Hitrost srmoglavljenja:        | kn/h |
| Bojni dolet:                   | 1540 km |
| Normalni doseg:                | 2850 km |
| Največja višina:               | 9300 m |
| Hitrost vzpenjanja:            | m/s |
| Obremenitev kril:              | 305,4 kg/m²                                                                                                |
| Moč/masa:                      | 193 W/kg                                                                                                   |

He 219 je dobil skoraj legendarni sloves. Vendar vsekakor letalo ni imelo dovolj zmogljivega pogona in nikakor ni bilo ubijalec Mosquitov, kot se to običajno misli. Dejstvo pa je tudi, da bi pri nadaljevanju njegove proizvodnje in, če bi bile enote opremljene z njim, namesto z zastarelimi težkimi lovci ali spremenjenimi srednjimi bombniki, bil He 219 veliko močnejši tekmec za RAF.

## Speerova »Operacija He 219«in vrste B
Na srečo je Speer verjel v »Uhuja« in je sprožil posebno operacijo z namenom izboljšati letalo brez prekinitev proizvodnje. Operacijo so imenovali brez posebne domišljije »Operacija He 219«. Glavna posebnost operacije je bila, da so hoteli zamenjati motorje DB z radialnimi motorji JuMo 222 z 2500 KM. Junkers ni bil nikoli sposoben masovno proizvajati takšne motorje zaradi nekaj tehničnih problemov in njihove stopnje zapletenosti. Vendarle so za preskuse dostavili dva JuMo 222 in ju vgradili v He 219 A-7/R6 z oznako KZ#RZ. To letalo je pozno poleti 1944 doseglo hitrost 700 km/h. Neodvisno od motorjev 222 so hoteli spremeniti He 219 v izvedbo za velike višine He 219 B-1. Zgradili so eno preskusno letalo s pogonom DB 603 (mišljen je bil sicer JuMo 222). Imelo je bolj aerodinamično površino kabine in podaljšan trup 16,34 m in povečano površino kril na 50 m². Povečali so tudi razdaljo med ohišjema motorjev za 820 mm. Prototip se je precej poškodoval med drugim pristajanjem ko se je sesedlo pristajalno kolo.
Zgradili so tudi prototip B-2 kot zaslodovalec Mosquitov. Imel je trup He 219 A-5 s povečanimi krili B-2. Odstranili so oklep in hrbtno podnožje. Vsak od motorjev DB 603A je imel turbopolnilec TK13. Prvi prototip KJ#BB je bil oborožen z dvema MG 151 v korenu kril in dvema MK108 »schräge Musik«. Izdelali so kar nekaj B-2 in jih dostavili bojnim enotam. Nekatera letala so imela celo motorje DB 603L. 
Izdelali so tudi nekaj B-3, vendar so zaradi pomanjkanja motorjev JuMo 222 ostala na tleh. B-3 je bil v glavnem B-2 s hrbtnim podnožjem oborožen z dvema MG 151 in dvema MK 108.

## Skrivnostni He 419 B-1/R1
Leta 1943 so predstavili He 319 (projekt P1065 Ic) kot bombnik ali kot nočni lovec za velike hitrosti z v nos vgrajeno oborožitvijo štirih MK 108 in radialnima motorjema BMW 801. Zgradili so model v naravni velikosti, ki pa se je uničil med napadom RAF. Vse napore so takoj preusmerili na program z oznako He 419. To je bil lovec za velike višine. Iz repa in trupa He 219 A-5 so zgradili prototip V1 (tudi predserijska izvedba A-0) z motorjema DB 603G in na novo oblikovanima kriloma s površino 55 m².
Na He 419 A-1 so hoteli vgraditi enojno repno krmilo zaradi lažje proizvodnje. Da so se ognili proizvodnji novih kosov, so prehiteli A-1 z izvedbo He 419 B-1/R1, ki je imela enako repno krmilo kot He 219. Vgradili so motorja DB 603G z 2000 KM s turbo sistemom, vodenim z ispuhom in dolžino leta okoli 2 ur. B-1 je imel večji krili s površino 59 m² in oborožitvijo dveh MG 151 v korenu kril in dveh MK 108 v hrbtnem podnožju. Največja hitrost, ki so jo dosegli na višini 14.500 m, je bila 670 km/h, pristajalna hitrost 172 km/h, krožilna hitrost pa 650 km/h z izračunanim dosegom 2540 km.
Nič ni znanega o šestih izdelanih He 419 B-1/R1 v Marieneheju.

## Časovna preglednica dogodkov He 219
| 28. april 1940                        | Predstavitev projekta RLM |
| 30. september 1940 do 1. oktober 1940 | Heinklov Projectkbüro predstavi RLM projekt P1055 |
| avgust 1941                           | T.A. zavrne projekt P1055. Nastane P1060 s podporo T.A. |
| november 1941                         | T.A. izda natančne opise »nočnega lovca«. |
| januar 1942                           | Predstavitev na novo izdelanega projekta nočnega lovca He 219 A. |
| februar 1942                          | Predstavitev večnamenskega He 219 B. |
|                                       | Začetek proizvodnje prvega prototipa. |
| marec 1942                            | Bombni napad uniči 80 % delavniških načrtov He 219. |
| 17. avgust 1942                       | Kammhuber določi rok Heinklu za dostavo letal v enote nočnih lovcev do marca 1943. |
| 6. november 1942                      | Prvi polet V1. |
| december 1942                         | Preskus orožja v Peenemündeju. |
| 23. marec 1943                        | Preskusni let majorja Hajo Herrmanna. Zaključek izdelave prvih 4 preskusnih modelov. |
| 25. marec 1943                        | Primerjalni preskusni let V1, ki ga je izvedel major Streib z neoboroženim Junkers Ju 188 in Dornier Do 217 N2. Rezultati so pozitivni za Heinklovo letalo. Naročilo povečajo na 300 enot.                                                     |
| april 1943                            | Preskušanje orožja v Tarnewitzu. |
| 6. april 1943                         | Heinkel poroča Kammhuberju: zaradi pomanjkanja surovin, sovražnikovih zračnih napadov tovarna ne more doseči izdelave več kot 10 letal na mesec.                                                                                               |
| 11. junij 1943                        | Prvi bojni polet He 219 (V9, G9#FB), pilot Werner Streib: sestreljenih 5 britanskih težkih bombnikov Avro Lancaster. |
| 15. junij 1943                        | Sestanek z RLM: Milch poskuša ustaviti izdelavo He 219. |
| julij 1943                            | Predserijski model izdelan na Dunaju (He 219 A-0/R3). |
| avgust 1943                           | Prva preskušanja »schräge Musik« na V19. |
| september 1943                        | Proizvodnjo razširijo v Rostock in Mielec. |
| 5. december 1943                      | Drugi Milchev poskus prekinitve proizvodnje He 219 na proizvodnem sestanku. |
| december 1943                         | Sestanejo se T.A., Generalluftzeugmeister in Heinkel: T.A. pritisne na Heinkla naj doseže proizvodnjo do 100 letal na mesec in po potrebi izdeluje letale še v Marieneheju. Drugače bodo Heinklove zmogljivosti preusmerili na izdelavo Ju 88. |
| marec 1944                            | Prve izročitve He 219 A-5. |
| 13. junij 1944                        | Prva predstavitev He 219 A-7. |

Milch se je nenadoma spomnil, da bodo nočni lovci morali preživeti z manj specializiranimi letali za svoje delo in je decembra 1943, ko se je proizvodnja začela utekati, ukazal, da jo je potrebno zavreti v korist drugih še nepreskušenih tipov nočnih lovcev. Zaradi nekaterih nerazložljivih vzrokov so program He 219 na Milchev ukaz ustavili v maju 1944 in po 262. izdelanem letalu, ter kar 20. prototipih prepovedali nadaljnjo proizvodnjo. Kjub temu je Luftwaffe v svojih delavnicah iz nadomestnih delov naskrivaj sestavila še 6 He 219, s čimer je na nenavaden način pokazala svoje nesoglasje z odločitvijo ministrstva za letalstvo. Heinklu je bila ta demonstracija le v slabo tolažbo, saj je bil He 219 le še en dokaz, da kljub daljnovidnosti, pogumu in trdemu delu svojih konstrukterjev ni v vseh vojnih letih ustvaril nobenega letala, ki bi mu ne prineslo le slave, marveč tudi denar. In to je bil za konstrukterja in pionirja letalstva, ki je svoje ime dal več kot 130. tipom letal, ustvaril jih je bodisi sam, bodisi so vsaj nastali pod njegovim vodstvom, zelo žalosten zaključek neverjetno plodnega življenjskega dela. Čeprav je He 219 prišel precej pozno, je imel odlično priložnost ustaviti britanski nočni 'teror' in je bil zaradi tega tako privlačen. Če bi vsak mesec jeseni in zime 1943 izdelali 200 He 219 na mesec, kot je zahteval vodja nemške mreže nočnih lovcev Kammhuber, bi britanske izgube zagotovo presegle kritičnih 15 % za dolgo časa.

## Dostave He 219 v enote Luftwaffe
| 1943 | prototipi                 | 15 enot  |
|      | proizvodnja               | 11 enot  |
| 1944 | proizvodna v Schwechatu   | 108 enot |
|      | proizvodnja v Marieneheju | 106 enot |
| 1945 | konec proizvodnje         |          |
|      | modelni prototipi         | 20 enot  |

## Bojne enote, ki so uporabljale He 219
- Nachtjagdgeschwader NJG 1 - skupine I, II, in IV, Venlo, Nizozemska; Westerland, otok Sylt, Tretji rajh
- Nachtjagdgruppe NJGr 10 - 3. staffel
- Nachtjagdstaffel Norwegen (Luftflotte 5 - West)
- 2./NJG 1, Münster-Handolf, 2. NJG 4
- 3./NJG 3
- 4./NJG 4
- 7./NJG 5

## Piloti He 219
- stotnik Werner Baake, letalski as
- letalski stotnik Peter Gotthold
- major Hajo Herrmann
- generalmajor Josef Kammhuber
- stotnik Ernst-Wilhelm Modrow, letalski as, (2./NJG1, Venlo)
- letalski narednik Wilhelm »Willi« Morlock, letalski as, (3./NJG 1)
- polkovnik Werner Streib, letalski as

## Ohranjena letala
16. junija 1945 je obveščevalna služba Vojnega letalstva Kopenske vojske ZDA v okviru »Operacije Lusty« (LUftwaffe Secret TechnologY, skrivna tehnologija nemškega vojnega letalstva) zasegla tri He-219 v Groveju na južni Jutlandiji, v nemškem oporišču prve nočno-lovske eskadrilje. Ocenili so jih kot sposobne za letenje in jih prestavili v Cherbourg v Francijo. He 219 A-2 (Wrk.Nr. 290202) so skupaj z 21 drugimi zaseženemi nemškimi letali prepeljali v ZDA na krovu britanske letalonosilke HMS Reaper. V Fort Fieldu pri Newarku v New Jerseyju so jih razstavili in ponovno sestavili. Letalu so zamenjali delovno številko 290202 s številko tuje opreme FE-614 in kasneje s T2-614. Letalo je poletelo na preskusni poligon Freeman Field v Indiani, kjer so preskusili njegove letalne sposobnosti. Tu so preskusili tudi dugega od treh He 219: He 219 A-5, (Wrk.Nr. 290060), ki je dobil registracijsko številko FE-612. Po preskušanju so ga prestavili na letališče Orchard Place Airport v Park Ridgeu, Illinois. Tu so ga shranili v opuščeno letalsko tovarno in ga nato 3. januarja 1949 prestavili v Smithsonov narodni letalski muzej. Končno so ga zgodaj leta 1955 prestavili na Smithsonov skladiščni prostor v Silver Hillu, Maryland. Trenutno v zbirki Smithonovega narodnega letalskega in vesoljskega muzeja (NASM) v Washingtonu obnavljajo He 219 A-2. Razstavljen je trup, krili pa še ne.
Na Češkoslovaškem so na letališču v Žatcu v zgodnjih 50. letih uporabljali nekaj zaplenjenih He 219 A-5 za nočno patruljiranje ob češkoslovaško-nemški meji.